# Bernd Schubert (Politiker)

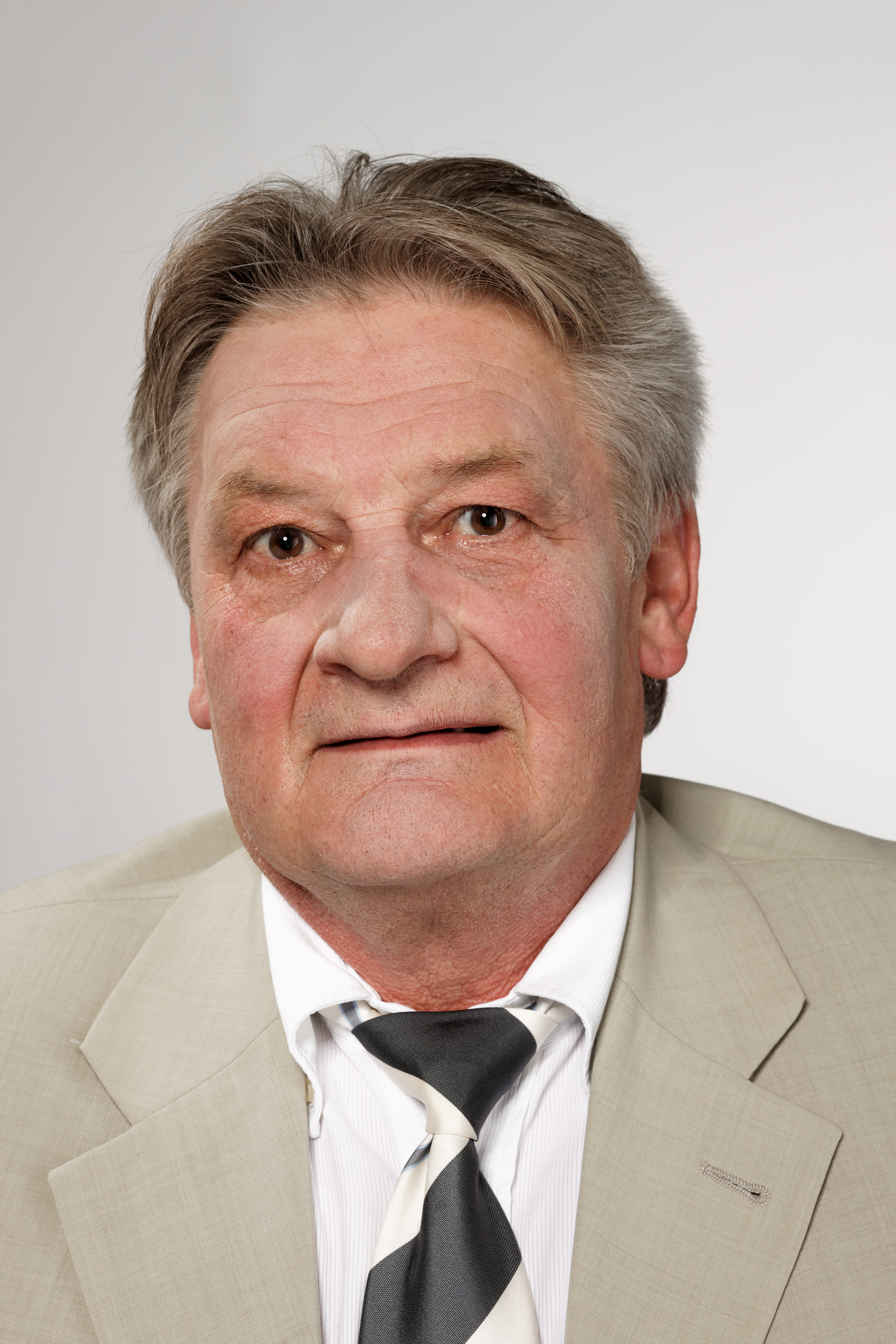
Bernd Schubert (2013)

Bernd Schubert (* 8. Juni 1955 in Anklam) ist ein deutscher Politiker (CDU). Er war von 2002 bis 2007 Mitglied des Landtages von Mecklenburg-Vorpommern. Von Februar 2007 bis Oktober 2011 war er Bürgerbeauftragter des Landes. Von Oktober 2011 bis Oktober 2016 gehörte er wieder dem Landtag an.

## Leben
Schubert besuchte von 1962 bis 1972 die Polytechnische Oberschule in Anklam und machte anschließend bis 1974 eine Lehre als Zerspanungsfacharbeiter. Anschließend arbeitete er bis 1978 als Schlosser im Möbelwerk in Anklam. Anschließend leistete er den 18 Monate dauernden Wehrdienst ab und belegte ab 1980 ein Fernstudium an der Fachschule für Maschinenbau in Bautzen, wo er zum Ingenieur für Maschinenbau, mit der Fachrichtung Instandhaltung ausgebildet wurde. Während des Studiums war er weiterhin Mitarbeiter im Möbelwerk und stieg nach Beendigung des Studiums 1985 zum stellvertretenden Direktor für Materialwirtschaft auf. Ab 1989 wurde er für zwei Jahre Fachdirektor für Gaststätten. Vor 1990 war er SED-Mitglied. Ab 1991 war er bis 2002 Mitarbeiter einer Zahnarztpraxis. 
Schubert ist konfessionslos, verheiratet und hat ein Kind.

## Politik
Schubert war von 1994 bis 2007 Bürgermeister der Gemeinde Ducherow und von 1996 bis 2004 Amtsvorsteher des Amtes Ducherow. Von 1999 bis 2007 war er Mitglied des Kreistages Ostvorpommern und dort seit 2004 Vorsitzender des Ausschusses für Soziales, Gesundheit, Familie, Frauen und Gleichstellungsfragen. Ab 2001 war Schubert stellvertretender Kreisvorsitzender der CDU Ostvorpommern. Bei den Landtagswahlen 2002 und 2006 konnte er ins Landesparlament einziehen. Er vertrat jeweils als direkt gewählter Abgeordneter den Wahlkreis 29 (Ostvorpommern I).
Im Dezember 2006 wurde er zum Bürgerbeauftragten des Landes Mecklenburg-Vorpommern gewählt und legte sein Landtagsmandat zum 4. Februar 2007 nieder. Als sein Nachfolger rückte Vincent Kokert über die Landesliste der CDU in den Landtag nach. Bei der Wahl am 4. September 2011 wurde er im Wahlkreis 29 direkt in den Landtag gewählt. Mit Konstituierung des neuen Landtages am 4. Oktober 2011 gab er das Amt des Bürgerbeauftragten auf.
Seit der Kommunalwahl 2014 ist Schubert wieder Bürgermeister der Gemeinde Ducherow.
Als Landtagsabgeordneter war Bernd Schubert ordentliches Mitglied im Ausschuss für Arbeit, Gleichstellung, Gesundheit und Soziales (=Sozialausschuss) sowie im Ausschuss für Wirtschaft, Bau und Tourismus (=Wirtschaftsausschuss). Außerdem war er gesundheits- und tourismuspolitischer Sprecher der CDU-Landtagsfraktion. Bei der Landtagswahl 2016 verlor er sein Direktmandat an die AfD und wurde auch nicht über die Landesliste in den Landtag gewählt. Stattdessen wurde er Stellvertreter von Patrick Dahlemann in dessen Funktion als Parlamentarischer Staatssekretär für Vorpommern im Kabinett Sellering III und im Kabinett Schwesig I. Mit dem Ende der 7. Legislaturperiode schied Schubert aus in dieser Funktion aus.
Er kündigte außerdem an zur Kommunalwahl in Mecklenburg-Vorpommern 2024 nicht erneut als Bürgermeister der Gemeinde Ducherow sowie für Kreistag des Landkreises Vorpommern-Greifswald anzutreten.